# Dušan Ćosić
Dušan Ćosić (1 oktober 1948) is een Joegoslavisch voormalig voetballer. Hij speelde als verdediger  bij FK Rad Beograd, FK Napredak Kruševac, Willem II en FK Pelister. Voor Willem II scoorde hij op 27 juni 1979 in de nacompetitie om promotie de derde treffer bij de laatste thuiswedstrijd van de poule tegen Telstar waardoor Willem II op doelsaldo Fortuna SC passeerde en naar de Eredivisie promoveerde. Ook zijn zoon Uroš Ćosić werd voetballer.

## Carrièreoverzicht
| Seizoen  | Club                 | Competitie      | Wedstrijden | Doelpunten |
| -------- | -------------------- | --------------- | ----------- | ---------- |
| 1975-'76 | FK Rad Beograd       | 2. Savezna liga | 32          | 2          |
| 1976-'79 | FK Napredak Kruševac | Prva Liga       | 28          | 0          |
| 1977-'79 | Willem II            | Eerste divisie  | 80          | 2          |
| 1979-'81 | Willem II            | Eredivisie      | 65          | 2          |
| 1982-'84 | FK Pelister          | 2. Savezna liga | 56          | 1          |